# کیم هی جونگ (بازیگر، زاده ۱۹۷۰)
این یک نام کره‌ای است؛ نام خانوادگی کیم است.
کیم هی جونگ (کره‌ای: 김희정؛ زادهٔ ۴ دسامبر ۱۹۷۰) بازیگر اهل کره جنوبی است. او حرفهٔ بازیگری خود را پس از شرکت در ادیشن اپن کال اس‌بی‌اس برای بازیگران، آغاز کرد. کیم هی جونگ بیشتر به خاطر ایفای نقش در درام‌های کره‌ای باشگاه همسران اول (۲۰۰۷–۲۰۰۸)، ته هی، هه کیو، جی هیون (۲۰۰۹)، سه برادر (۲۰۰۹–۲۰۱۰)، و زندگی با سلیقه (۲۰۱۱–۲۰۱۲) شناخته می‌شود.

## فیلم‌شناسی
گزیدهٔ فیلم‌شناسی

### مجموعه تلویزیونی
| سال  | عنوان              | نقش                                     | شبکه    |
| ---- | ------------------ | --------------------------------------- | ------- |
| ۲۰۱۱ | بک دونگ سو دلاور   | بانو پارک                               | اس‌بی‌اس  |
| ۲۰۱۳ | خورشید ارباب       | کانگ گیل-جا (بازیگر مهمان) - قسمت ۸     | اس‌بی‌اس  |
| ۲۰۱۴ | همگی محاصره شده‌اید | کیم هوا-یونگ (بازیگر مهمان) - قسمت ۱، ۴ | اس‌بی‌اس  |
| ۲۰۱۵ | شش اژدهای پرنده    | بانو کانگ                               | اس‌بی‌اس  |
| ۲۰۱۷ | مدرسه ۲۰۱۷         | کیم سا-بون                              | کی‌بی‌اس۲ |
| ۲۰۱۸ | زمان               | یانگ هی-سوک                             | ام‌بی‌سی  |
| ۲۰۲۰ | افسانه نه دم       | مادر نام جی-آه (حضور افتخاری)           | تی‌وی‌ان  |
| ۲۰۲۲ | زندگی دوباره من    | لی می-اوک                               | اس‌بی‌اس  |

### مجموعه اینترنتی
| سال  | عنوان       | نقش       | پلتفرم     |
| ---- | ----------- | --------- | ---------- |
| ۲۰۲۲ | بوسه حس ششم | کیم سا-را | دیزنی پلاس |